# Чхве Хин Чхоль
Чхве Хин Чхоль  (кор. 최흥철 3 грудня 1981) — південно-корейський стрибун на лижах з трампліна.
У Кубку світу бере участь з 1997. Найкращий результат показав на олімпіаді у Солт-Лейк Сіті - 8 місце у командних змаганнях на нормальному трампліні. У Кубку світу стрибнув на 11-у позицію у США 2000 року.